# 马泰奥·费拉里
马泰奥·费拉里（義大利語：Matteo Ferrari，1979年12月5日—），意大利男子足球运动员。他曾代表意大利参加2000年和2004年夏季奥林匹克运动会足球比赛，其中2004年奥运会获得一枚铜牌。